# Rafael Guanaes
Rafael Silva Guanaes, meglio noto come Rafael Guanaes (San Paolo, 27 marzo 1981), è un allenatore di calcio ed ex calciatore brasiliano, di ruolo centrocampista, tecnico del Mirassol.

## Palmarès

### Allenatore
- Campeonato Paulista Série B2: 1

São Carlos: 2015
- Copa Paulista: 1

Votuporanguense: 2018
- Campionato Paranaense: 1

Athletico Paranaense: 2019
- Campionato Maranhense: 1

Sampaio Correa: 2021